# ラ・フィエラ
ラ・フィエラ（La Fiera、1961年3月17日 - 2010年9月12日）は、メキシコ・プエブラ出身のプロレスラー。

## 来歴
地元プエブラでプロレスラーだった父のヘラクレス・ポブラノの教えを受け、1977年4月にデビュー、テクニシャンのルードとして活躍、1984年8月26日に全日本プロレスに初来日し、二代目タイガーマスク（三沢光晴）のデビュー戦の相手を務めた。1992年にWAR、1999年に新日本プロレスに参戦経験がある
2010年9月12日死去。

## 得意技
- プランチャ・スイシーダ

## 獲得タイトル
- プエブラライトヘビー級王座
- NWA世界ウェルターヘビー級王座
- NWA世界ミドルヘビー級王座
- CMLL世界トリオ王座（w / ドス・カラス&エクトール・ガルサ）